# 戚继光镇府碑
戚继光镇府碑，位于中国河北省唐山市三屯营，为唐山市迁西县的一个省级文物保护单位，类型为石刻，公布时间为1982年7月23日。
戚继光镇府碑的历史年代为明代。